# Phytomyza sehgali
Phytomyza sehgali är en tvåvingeart som beskrevs av Spencer 1969. Phytomyza sehgali ingår i släktet Phytomyza och familjen minerarflugor.
Artens utbredningsområde är Alberta. Inga underarter finns listade i Catalogue of Life.